# Geschichte Kroatiens
Die Geschichte Kroatiens umfasst die Entwicklungen auf dem Gebiet der heutigen Republik Kroatien von der Urgeschichte bis zur Gegenwart. Sie beginnt lange vor der slawischen Landnahme im 7. Jahrhundert und der Entstehung des gegenwärtigen Siedlungsgebiets der Kroaten in Südosteuropa. Ihr Name erscheint in den Quellen ab dem 9. Jahrhundert.
Bereits vor rund einer Million Jahren war das Gebiet Kroatiens von Menschen bewohnt, in der Mittleren Steinzeit von Neandertalern (ausschließlich aus dem Moustérien vor etwa 120.000 bis 40.000 Jahren), schließlich von Cro-Magnon-Menschen vor mehr als 30.000 Jahren. Vor über 15.000 Jahren entstanden die ältesten in Kroatien aufgefundenen Tonobjekte in Form von Figurinen.
Im 6. Jahrtausend v. Chr. setzten mit dem Neolithikum Landbebauung und Viehhaltung ein. Die aus dem Nahen Osten zugewanderten neuen Bewohner wurden sesshaft, viele von ihnen lebten vom Fischfang. Die Dörfer nahmen, vor allem an der Küste, urbane Strukturen an. Vor der Vučedol-Kultur (3000–2200 v. Chr.) wird erstmals Kupferverarbeitung fassbar. Im 1. Jahrtausend v. Chr. war der Küstensaum von Venetern und Histriern besiedelt, weiter im Süden lebten Liburner und illyrische Stämme. Die gesellschaftlichen Hierarchien nach dem 8. Jahrhundert wurden steiler, die Expansion keltischer Stämme verdrängte große Gruppen südwärts, die dort neue Reiche errichteten. Gleichzeitig entstanden griechische Kolonien entlang der Küste, die die Nachbarn kulturell stark beeinflussten.
Ab der 2. Hälfte des 3. Jahrhunderts v. Chr. wurde das Gebiet römisch, nach jahrelangen Aufständen entstand die militärisch gesicherte Provinz Dalmatia. Seit dem 3. Jahrhundert n. Chr., vor allem aber mit der einsetzenden Völkerwanderung ging im Norden die städtische Lebensform stark zurück, im Süden schrumpften die nunmehr massiv befestigten Städte. Die römische Provinzialbevölkerung wurde christianisiert. Gegen Ende des weströmischen Reiches stellte Dalmatien den letzten von Ostrom anerkannten Kaiser, der 480 ermordet wurde.
Kroatiens ländliche Gebiete wurden ab dem Ende des 6. Jahrhunderts zunehmend von slawischen Gruppen bewohnt, die im 8. und 9. Jahrhundert gleichfalls christianisiert wurden. Zur Zeit der Landnahme verlief die Ostgrenze der kroatischen Länder etwa an der Grenze zwischen dem Ost- und Weströmischen Reich; im 9. Jahrhundert entlang der Grenzlinie zwischen dem Fränkischen und dem Byzantinischen Reich. Um 925 entstand unter Tomislav ein kroatisches Königreich. Dieses geriet 1102 in eine Personalunion mit dem Königreich Ungarn. In den folgenden Jahrhunderten verlief in Kroatien die Konfliktzone der damaligen Großmächte Venedig, des Habsburgerreiches und des Osmanischen Reiches. Einen eigenen Weg als unabhängiger Kleinstaat mit weiträumigen Handelskontakten schlug die Republik Ragusa ein, mit dem heutigen Dubrovnik als Hauptstadt (bis 1808).
Ab 1527 kam Kroatien mit Ungarn unter die Kontrolle des Habsburgerreiches, bis zu dessen Zusammenbruch am Ende des Ersten Weltkriegs im Jahr 1918. Darauf folgend war es Teil des serbisch dominierten Königreichs Jugoslawien. Kroatien wurde unter den Ustaša während des Zweiten Weltkriegs 1941 zum faschistischen Satellitenstaat Unabhängiger Staat Kroatien unter deutscher und italienischer Besetzung.
Nach Kriegsende wurde es Teil des neu gebildeten kommunistischen bzw. sozialistischen Jugoslawien unter Josip Broz Tito (1892–1980). Nach Titos Tod und den aufkommenden Konflikten innerhalb Jugoslawiens errang das Land im Kroatienkrieg von 1991 bis 1995 seine heutige Unabhängigkeit als demokratische Republik.

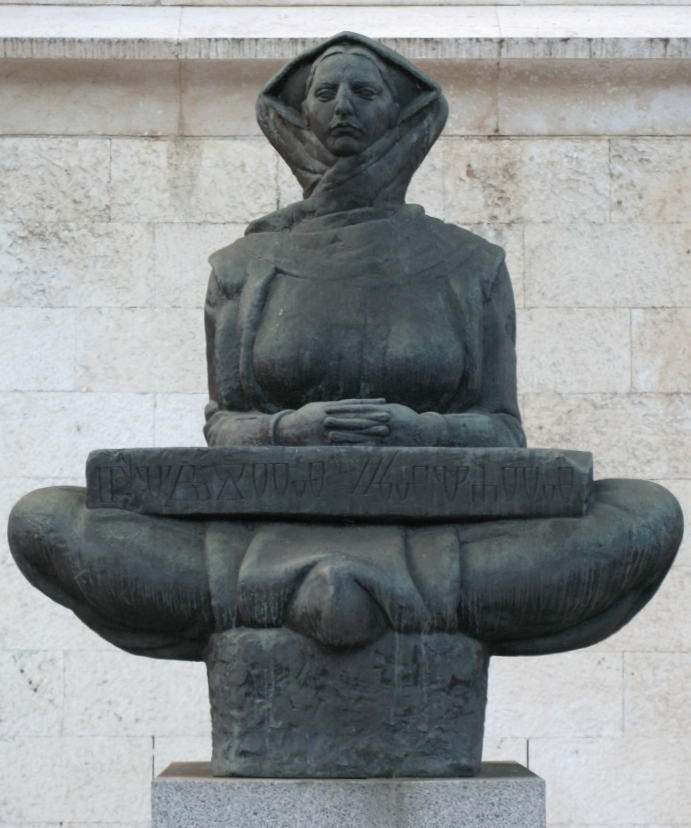
„Die Geschichte der Kroaten“, eine der bekanntesten Skulpturen Ivan Meštrovićs (1932).

## Urgeschichte
Die ältesten gesicherten archäologischen Fundstücke in Kroatien stammen aus dem Mittel- und dem Jungpaläolithikum, umfassen somit die Zeit der Neandertaler wie der der Vorgänger der heutigen Menschen. In Krapina gibt es international bekannte Neandertaler-Fundstellen.

## Altertum

### Illyrer, Griechen, Kelten und Römer

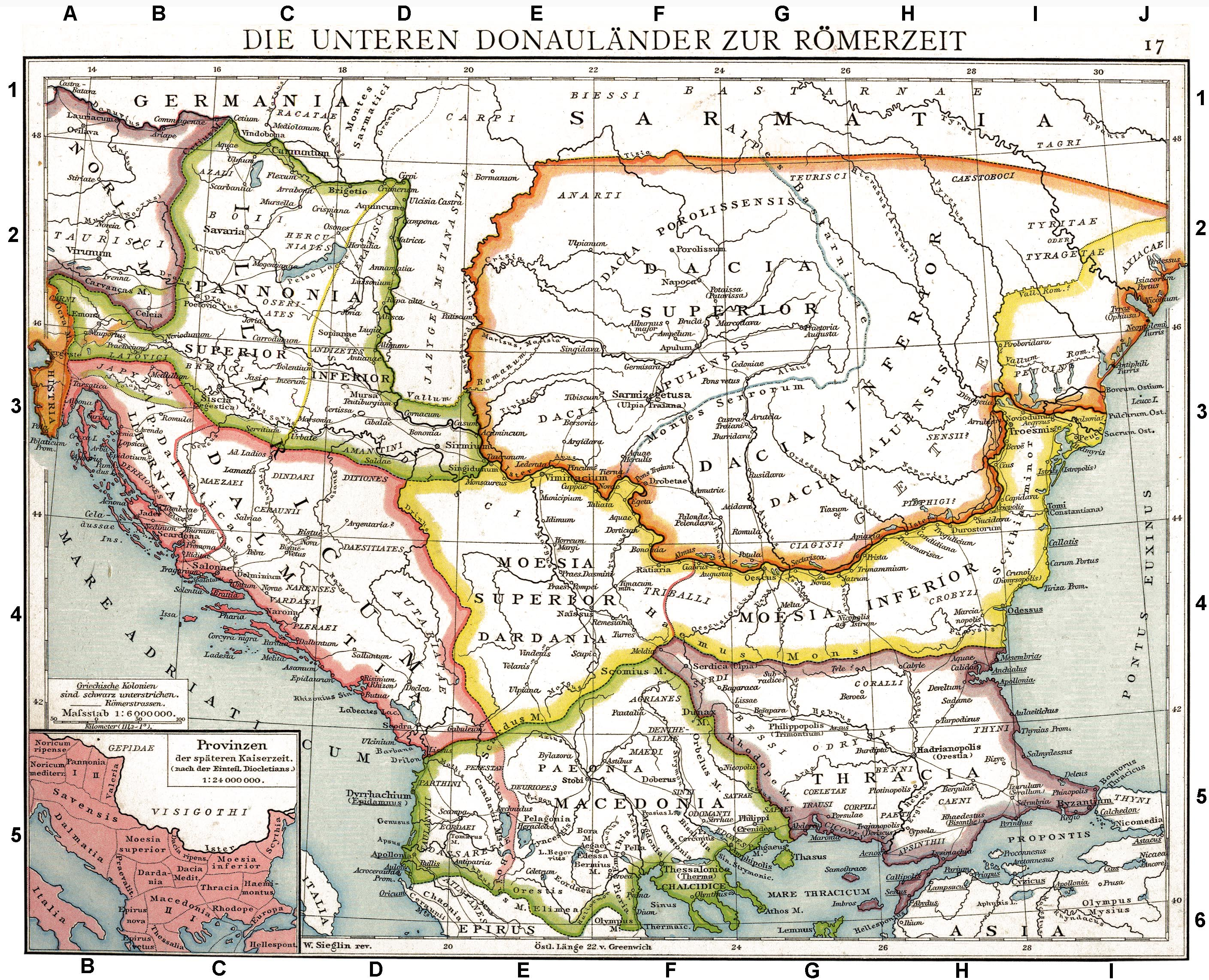
Die unteren Donauländer zu Zeiten der Römer

Die ersten namentlich bekannten Siedler im Gebiet des heutigen Kroatien waren Illyrer, die hier ab dem 8./7. Jahrhundert v. Chr. siedelten. Durch archäologische Funde ist belegt, dass die Griechen im 6. Jahrhundert v. Chr. Schiffsverkehr mit den Illyrern unterhielten. An der Adriaküste entstanden griechische Kolonien, die bedeutendsten waren Pharos (das heutige Stari Grad auf der Insel Hvar) und Issa (gegründet 386 v. Chr. – das heutige Vis/Lissa auf der gleichnamigen Insel). Die Griechen drangen aber wegen der feindlichen Bevölkerung und des unergiebigen dalmatinischen Hinterlandes nicht ins Landesinnere vor. Im vierten vorchristlichen Jahrhundert drangen auch Kelten in das Gebiet vor.
Im 3. Jahrhundert v. Chr. gründeten die Illyrer unter König Agron ein eigenes Staatswesen. Illyrien wurde im Jahre 168 v. Chr. von den Römern unterworfen. Nach dem Sieg Kaiser Augustus (35 v. Chr.) über die Illyrer wurde das heutige Gebiet Kroatiens Teil der römischen Provinz von Illyrien. Die Römer unterteilten Illyrien in zwei Zonen: in Pannonien mit der Hauptstadt Petovium Ptuj und Dalmatia mit der Hauptstadt Salona (Solin). Zahlreiche Illyrer traten in römische Dienste, Diokletian brachte es sogar bis zum römischen Kaisertitel.

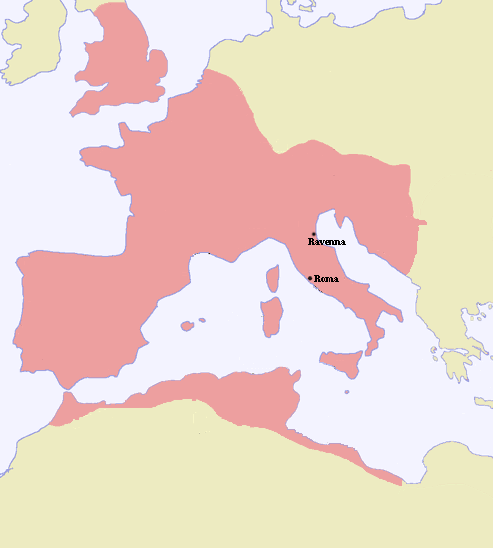
Die Ausdehnung des Weströmischen Reiches zum Zeitpunkt der Teilung im Jahre 395

Die monumentalsten Denkmäler aus römischer Zeit in Kroatien sind der Diokletianspalast in Split und das Amphitheater in Pula. Den Diokletianspalast ließ sich Kaiser Diokletian sechs Kilometer südlich von Salona als Altersruhesitz bauen. Aus dem Palastgelände entwickelte sich später der Kern der Stadt Split. Das Amphitheater in Pula ist die sechstgrößte römische Arena. Bei Gladiatorenkämpfen konnten bis zu 26.000 Zuschauer das Treiben auf dem 68 mal 42 Meter großen Kampfplatz verfolgen.

### Völkerwanderung
Bei der Teilung des römischen Reichs (395 n. Chr.) wurde das Gebiet Kroatiens dem weströmischen Reich zugeschlagen, Istrien und Dalmatia fielen nach dem Untergang Westroms 476 an Ostrom. In den Stürmen der Völkerwanderung wechselte das Gebiet oft seine Besitzer. Es zogen unter anderem Sarmaten, Goten, Alanen, Vandalen, Gepiden und Langobarden hindurch und ließen sich hier teilweise auch nieder. Nach 489 war das Gebiet Teil des Reichs der Ostgoten.
Nach dem Untergang der Ostgoten 553 waren einige Gebiete des heutigen Kroatiens mit Unterbrechungen bis 1270 Teil des byzantinischen Kaiserreichs.

## Mittelalter

### Slawische Landnahme
Im 7. Jahrhundert siedelten sich im Rahmen der Landnahme der Slawen auf dem Balkan Kroaten in den ehemaligen römischen Provinzen Dalmatia und Pannonien an. Dem legendenhaften Bericht zufolge, den der byzantinische Kaiser Konstantin VII. Porphyrogennetos überliefert hat, wurden diese slawischen Stämme im 7. Jahrhundert von dem byzantinischen Kaiser Herakleios aus ihrer Heimat im heutigen Galizien, an der Weichsel und nördlich der Karpaten als Schutz gegen die Awaren ins Land gerufen.
Nach einer Theorie von Slawisten vollzog sich die Ethnogenese der Kroaten jedoch erst nach der slawischen Besiedlung des Landes. Die Herkunft der Volksbezeichnung „Kroaten“ (in der Selbstbezeichnung Hrvati) ist bis heute nicht mit Sicherheit geklärt, es hat jedoch keine slawische Wurzel, sondern geht wahrscheinlich auf einen iranischen Ursprung als Fremdbezeichnung für Slawen zurück.
Die Christianisierung der Kroaten erfolgte bereits im 7. Jahrhundert. Die Kroaten nahmen das Christentum von römischen Glaubensboten an. Das bestätigen die Briefe des Papstes Johannes X. aus dem Jahre 925.
In dieser Zeit kam es zu sporadischen Angriffen der Araber auf die Adriaküste. Während die Vorbevölkerung, so sie nicht geflohen war, im Landesinneren schnell kroatisiert wurde, konnte sich besonders auf den Inseln und in den Küstenstädten die romanische Bevölkerung halten. Im Besitz der Seeküste, erbauten die Kroaten eine große Flotte, mit der sie erst Seeraub, dann aber auch Handel trieben.
Die Quellenlage im frühen Mittelalter und besonders unter der Awarenherrschaft ist äußerst dürftig, dass manche Angaben über diese Zeit auf Spekulationen, andere aber auch auf der Jahrhunderte später verfassten sehr detaillierten Chronik des byzantinischen Kaisers Konstantin VIII. Porphyrogennetos (zwischen 948 und 952) beruhen, so dass hier manchmal Skepsis geboten ist.

### Fürstentümer

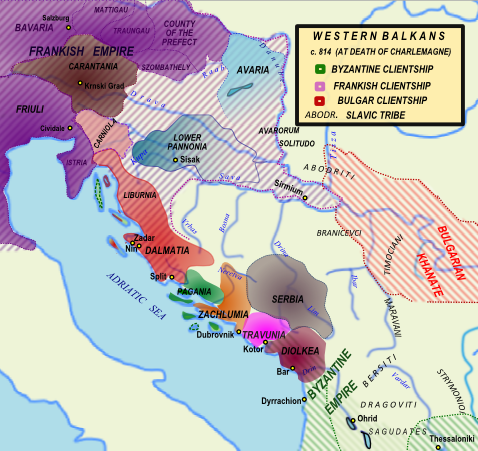
Die Fürstentümer Pannonisch-Kroatien (blau) und Dalmatinisch-Kroatien (rot) im Todesjahr Karls des Großen 814, vor ihrer Vereinigung zum Königreich unter Tomislav.

Fürst Višeslav (bis 803) wird 799 erstmals anlässlich eines letztendlich erfolglosen Angriffs fränkischer Truppen auf Rijeka erwähnt.
806 fallen Pannonien und Dalmatia nach dem Sieg Karls des Großen unter die Herrschaft des fränkischen Reiches.
In dieser Zeit bestanden zwei Fürstentümer auf dem Gebiet des heutigen Kroatiens:
- das Dalmatinische Kroatien im Küstengebiet unter Fürst Borna (810–821) und
- das Pannonische Kroatien im pannonischen Gebiet Posavien unter Fürst Ljudevit.

Ab 812 war Ljudevits Fürstentum unter fränkischer Oberhoheit, das Bornas unter byzantinischer.
Im Jahr 819 führte Ljudevit einen Aufstand gegen die Franken und besiegte den Markgrafen Kalodach. Ein zweiter Krieg gegen den fränkischen Markgrafen Balderich von Friaul endete unentschieden. Am Fluss Kupa besiegte Ljudevit auch den Fürsten Borna von Dalmatia und Liburnien, seinen Onkel. Im Jahr 820 drangen die Franken erneut ins pannonische Nordkroatien ein, wurden aber zurückgeschlagen.
Borna wurde in einem Bericht für 919 als dux Guduscanorum ‚Führer‘ oder ‚Herzog der Guduskaner‘ bezeichnet, für 920 als dux Dalmatiae ‚Herzog Dalmatias‘.
Fürst Mislav (835–845) verlegte seine Hauptresidenz nach Klis in der Nähe von Split.
Im Jahr 838 schickte der bayerische Herzog Ludwig seine Streitkräfte gegen den pannonischen Fürsten Ratomir aus und wurde zurückgeschlagen.
Fürst Trpimir I. (845–864) war der Begründer der Trpimirović-Dynastie. Er rief den Benediktiner-Orden ins Land und bot dem in Franken verfolgten Gottschalk von Orbais Zuflucht an seinem Hof.
In einer Urkunde von 852 bezeichnet er sich als dux Chroatorum ‚Herzog der Kroaten‘, sein Herrschaftsgebiet als regnum Chroatorum ‚Königreich der Kroaten‘. Es ist die erste schriftliche Erwähnung von Kroaten in Dalmatien.
Fürst Domagoj (864–876) kämpfte so intensiv gegen Venedig, dass ihn Byzanz, in dessen Besitz sich Venedig seinerzeit befand, durch eine Verschwörung zu beseitigen versuchte. Er wurde von den Venezianern als „der schlimmste Fürst der Slawen“ (lateinisch pessimus dux Sclavorum) bezeichnet, von Papst Johannes VIII. als „ruhmreicher Fürst der Slawen“ (lateinisch gloriosus dux Sclavorum).
Dem Fürsten Branimir (879–892) zahlen die romanischen Städte in Dalmatien Tribut, die bis dahin den Tribut an Byzanz zahlten. Nach der Niederlage bei Makarska im Jahr 887 (bei der der Doge Pietro Candiano fiel) zahlten die Venezianer Abgaben für die Passage entlang der kroatischen Küste.
Fürst Branimir erhielt vom Papst Johannes VIII. am 7. Juni 879 die Anerkennung über die „weltliche Macht“ über das regnum croatorum ‚Reich der Kroaten‘, eigentlich ‚Königreich der Kroaten‘, (das so noch nicht bestand) also Dalmatien.
Tomislav (910–928) vereinigte Kroatien zu einem Königreich.

### Unabhängiges Königreich (925–1102)

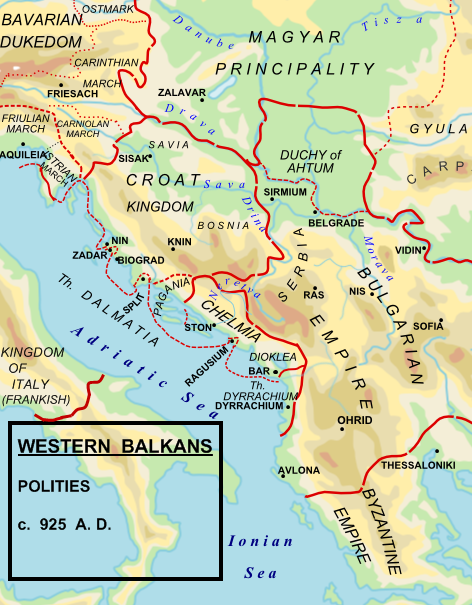
Das Königreich Kroatien und seine Nachbarländer um das Jahr 925

Domagojs Enkel, Tomislav, wurde 925 der erste König Kroatiens. Ursprünglich hieß dieses Land Chorbatia. Papst Johannes X. erkannte diesen Titel sofort an. Während seiner Herrschaft fielen die Magyaren im pannonischen Becken ein. Tomislav verteidigte sein Königreich, das aus Zentralkroatien, Slawonien und Teilen Dalmatiens und Bosniens bestand, erfolgreich gegen die Ungarn. Durch ein Bündnis mit Byzanz bekam Kroatien die Adriainseln und die Städte Split, Trogir und Zadar zugesprochen, die bis dahin formell unter byzantinischer Herrschaft gestanden hatten. Tomislavs Staat umfasste somit bis auf Istrien alle heutigen kroatischen Gebiete. 928 verschwand Tomislav spurlos. Unter König Stefan Držislav (969–997) bestätigte Byzanz Kroatien die Hoheit über Dalmatien.
Danach geriet Kroatien durch Venedig und Ungarn in Bedrängnis. Im Mai 1000 besiegte eine venezianische Kriegsflotte Kroatien. Zadar, Trogir und Split wurden vorübergehend unter venezianische Verwaltung gestellt. Zwischen Venedig und Dubrovnik wurde ein Vertrag geschlossen. König Krešimir III. hob die nur noch formell bestehende Tributpflicht Venedigs auf und anerkannte den venezianischen Dogen Peter Orseolo als Fürsten Dalmatiens.
Unter Petar Krešimir IV. (1058–1074) wurde Kroatiens Macht geschwächt. Durch innere Streitigkeiten begünstigt, machten sich die romanischen Küstenstädte selbständig und suchten den Anschluss an Venedig.
König Zvonimir (1075–1089) war mit der ungarischen Prinzessin Jelena der Schönen verheiratet, starb jedoch, ohne einen männlichen Nachkommen als Thronfolger zu hinterlassen. Nachdem der bereits greise Stjepan II. nach fünfzehnjährigem Exil im Kloster zum neuen König gekrönt worden war, starb mit ihm nach nur zwei Jahren Regentschaft der letzte Vertreter der Trpimirović-Herrscherdynastie. Im Zuge dessen erhob Ungarn Erbansprüche auf Kroatien, sodass Ladislaus I. 1091 nach einem erfolgreichen Feldzug nach Kroatien seinen Neffen Álmos als neuen Herrscher einsetzte. Dessen Herrschaftsbereich beschränkte sich nach dem Sommer 1091 allerdings nur noch auf Ost-Kroatien.
1093 wurde Petar Svačić zum König gewählt. Er starb 1097 in der Schlacht am Gvozd gegen den ungarischen König Koloman.
Der durch verwandtschaftliche Verhältnisse mit der kroatischen Herrscherdynastie verbundene Koloman aus der Dynastie der Arpaden erkannte die Einheit des kroatischen Königreiches von der Drau bis zur Adria an und wurde durch die sogenannte pacta conventa in Personalunion König von Kroatien. In den pacta conventa wurden auch die Rechte der kroatischen Nation gesichert. Die Verwaltung Kroatiens übernahm der Ban, ein kroatischer Vertreter. Die staatlichen Insignien und Attribute des kroatischen Königreiches blieben gültig.

### Personalunion mit Ungarn (1102–1526)
Die Personalunion mit dem Königreich Ungarn blieb, mit Einschränkungen während der Türkenkriege im 16., 17. und frühen 18. Jahrhundert, und einiger anderer Unterbrechungen, in verschiedener Form bis 1918 bestehen.
Bis zum Ende des 15. Jahrhunderts hatten die Osmanen Serbien, Bosnien, die Herzegowina, Bulgarien, Griechenland und Albanien erobert. Das in Eile aufgestellte Kreuzfahrerheer des ungarischen Königs Sigismund wurde 1396 in der Schlacht bei Nikopolis von den Türken vernichtend geschlagen. Zwischen den Osmanen und dem christlichen Abendland lag als einziger Puffer nur noch das kaum verteidigte kroatische Territorium. 1463 geriet Bosnien unter osmanische Herrschaft und nach der Schlacht auf dem Krbava-Feld 1493 brach auch der Widerstand des kroatischen Adels zusammen. Die Türken eroberten die Gebiete südlich des Gvozd sowie das östliche Slawonien. Kroatien schrumpfte auf einen engen Streifen zwischen der Donau und der Adria.
Im Jahr 1519 nannte Papst Leo X. die Kroaten Antemurale Christianitatis ‚Bollwerk des Christentums‘, weil sie als letztes Bollwerk gegen die Ausbreitung des Osmanischen Reiches gen Westen erfolgreich Widerstand leisteten. Die türkischen Einheiten stießen bis in die Region des heutigen Karlovac vor. Nachdem das christliche ungarische Heer von den Türken in der Schlacht bei Mohács im Jahre 1526 aufgerieben worden war, bedrohte die Lage auch das übrige Europa. Das Ergebnis der Verteidigungsbemühungen der Kroaten im 15. Jahrhundert waren 30 Kriegszüge und 70 zerstörte Städte.
Ladislaus von Neapel verkaufte im Jahr 1409 Dalmatien für 100.000 Dukaten an Venedig. Die Venezianer konnten daraufhin ihr Einflussgebiet ausdehnen und herrschten außer in Dalmatien bis 1797 auch über den größten Teil Istriens. Die Venezianer gewährten den besetzten kroatischen Städten zwar eine gewisse Autonomie, Oberhäupter der Städte durften jedoch nur venezianische Adelige sein. Die oligarchische und kolonialistische Politik Venedigs führte zu Widerstand und Aufständen.
Nur Dubrovnik (Ragusa) konnte durch geschickte Politik vom 14. Jahrhundert bis in die napoleonische Zeit seine politische und wirtschaftliche Unabhängigkeit als Stadtstaat bewahren. Im 16. Jahrhundert war die Handelsflotte Dubrovniks mit über 300 Schiffen die drittgrößte im Mittelmeerraum. Erst die Truppen Napoléon Bonapartes beendeten die Herrschaft Venedigs über den Großteil der kroatischen Küste.

## Neuzeit

### Unter den Habsburgern (1527–1918)
Das 16. Jahrhundert war im Königreich Kroatien und Slawonien großteils von kriegerischen Auseinandersetzungen gegen die Osmanen geprägt. Nach der Schlacht bei Mohács 1527 erkannte der kroatische Adel Ferdinand I. von Habsburg als König von Kroatien und Ungarn an, auch als Gegenleistung für die Verteidigungsführung gegen die Türken.
Der von den Osmanen eroberte Teil Slawoniens wurde stark verwüstet, die Einwohnerzahlen und die damit verbundenen Steuerleistungen sanken während der über 150 Jahre dauernden Herrschaft erheblich ab. Zur Verteidigung gegen die Osmanen wurde die Militärgrenze geschaffen. In Kroatien entstanden die Slawonische und die Kroatische Militärgrenze. Dort wurden vor allem Serben angesiedelt, aus denen die Krajina-Serben entstanden. Zwischen den Grenzverteidigungssystemen beider Seiten entstand Ende des 16. Jahrhunderts für etwa hundert Jahre ein großes unbesiedeltes Waldgebiet.

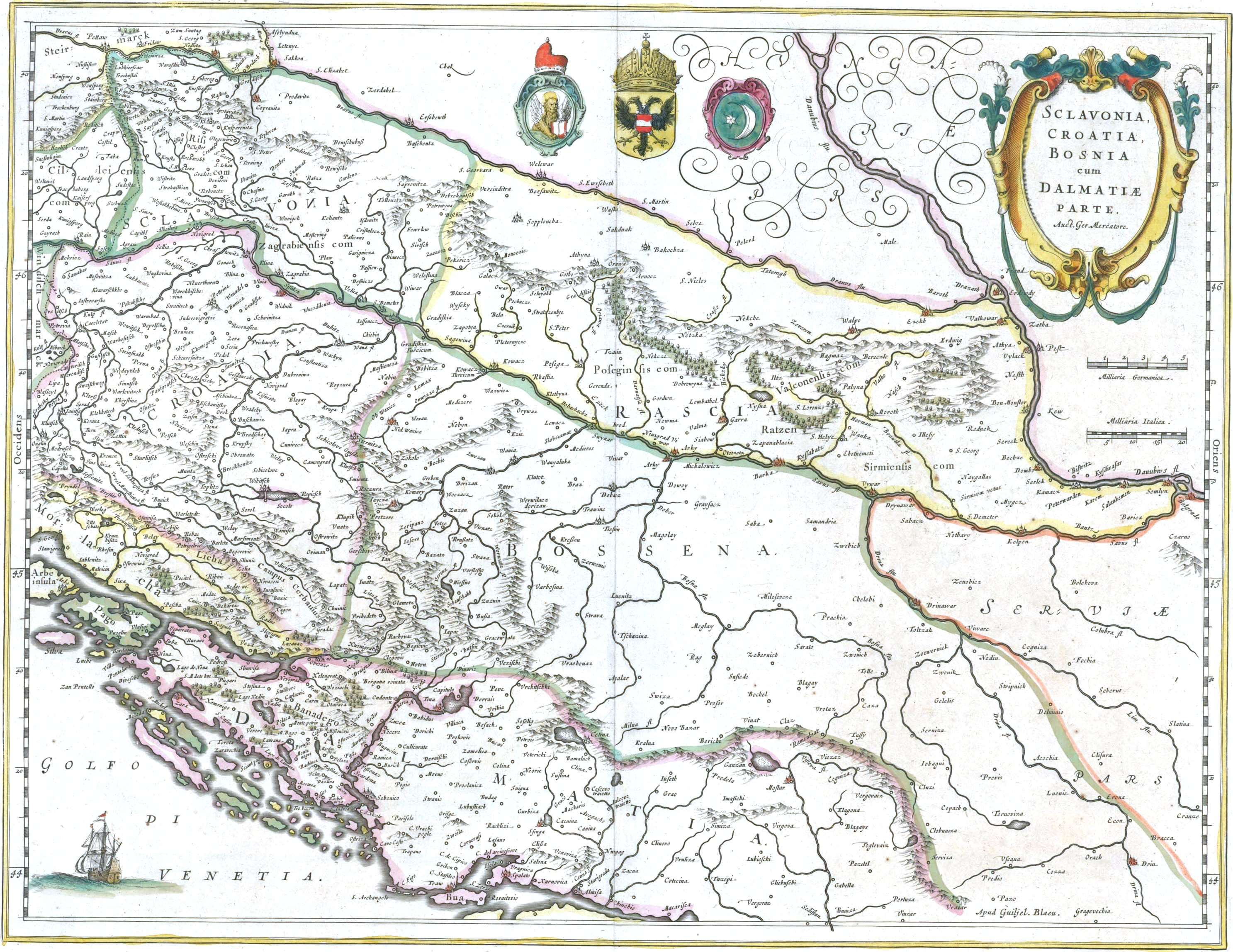
Karte von Slawonien, Kroatien, Bosnien und einem Teil Dalmatiens (1645).

Im Lauf des 17. Jahrhunderts erlitten die Osmanen einige Niederlagen. Die Niederlage des Türkenheeres 1683 vor Wien und die darauf einsetzende Befreiung des Teils der kroatischen Gebiete unter osmanischer Herrschaft brachte Kroatien schließlich nach den langen Türkenkriegen den Frieden. Im Frieden von Karlowitz 1699 mussten die Osmanen Ungarn und das heutige Slawonien aufgeben. Osmanisch blieb aber noch das Türkische Kroatien im Westen von Bosnien. Die entvölkerten Gebiete Slawoniens wurden wieder durch kroatische Rückkehrer, aber auch durch serbische und deutsche Kolonisten wiederbesiedelt.
Durch die Kroatische Pragmatische Sanktion 1712 erkannte der Kroatische Sabor das Erbrecht der weiblichen Linie der Habsburger an. Mit Rücksicht auf den ungarischen Adel wurde dieser Beschluss von Wien nie offiziell bestätigt, stattdessen wurde Kroatien 1723 zum unauflösbaren Bestandteil der ungarischen Stephanskrone erklärt.
Ab 1756 stieg Varaždin, eine Stadt nördlich von Zagreb, zur faktischen Hauptstadt des Königreiches Kroatien, Slawonien und Dalmatien auf. 1776 wurden große Teile der Stadt durch einen Brand zerstört, woraufhin der kroatische königliche Rat nach Zagreb zog.
Kaiser Joseph II. hob die Verfassung Ungarns auf und führte eine Zentralisierung des Reiches durch. Als er auf Druck der inländischen Opposition Ungarn und Kroatien die verfassungsmäßigen Rechte zurückgab, fällte der kroatische Landtag 1790 in Zagreb den Beschluss, dass die kroatischen Gespanschaften sich so lange unter die Gewalt der ungarischen Regierung begeben, bis das kroatische Territorium auch jene Gebiete miteinschlösse, die sich wie Dalmatien und Istrien unter venezianischer Herrschaft befanden.
In der franzisko-josephinischen Epoche erlebte die kroatische Geschichtsschreibung ihre Geburt als wissenschaftliche Disziplin. Die umfangreichen Quellenausgaben und Gesamtdarstellungen trugen zu einer umfassenden Aufarbeitung der nationalen Vergangenheit bei und fanden breiten Anklang in der Öffentlichkeit. Damit wurde ein Mobilisierungsmittel für die künftigen nationalen Auseinandersetzungen geliefert, dessen unmittelbare Folge die Forderung nach einer politischen Aktion für ein freies politisches Leben der Kroaten war.
Napoleon griff die Bezeichnung Illyrien, die für kroatische und slowenische Gebiete verwendet wurde, wieder auf, indem er von 1805 beziehungsweise 1809 bis 1813 die Provinces Illyriennes errichtete. Nach seinem Dekret von 1811 standen zum ersten Mal slowenische und kroatische Gebiete wie Krain, Kärnten, Istrien, Zivilkroatien, Dalmatien, Dubrovnik und die Militärgrenze unter einer Verwaltung. Der französische Marschall Auguste Frédéric Louis Viesse de Marmont setzte sich für die Einführung der Volkssprache, die er Illyrisch nannte, in den öffentlichen Dienst ein.
Nach den großen, wenn auch nur kurzlebigen Veränderungen der napoleonischen Zeit waren die kroatisch-magyarischen Beziehungen von einem wachsenden Konflikt geprägt. Die Kroaten ließen sich vom österreichischen Kaiser 1848 gegen die ungarische Nationalitätenpolitik gewinnen, weil sie darin einen Kampf gegen die Magyarisierungspolitik im Königreich Ungarn sahen.

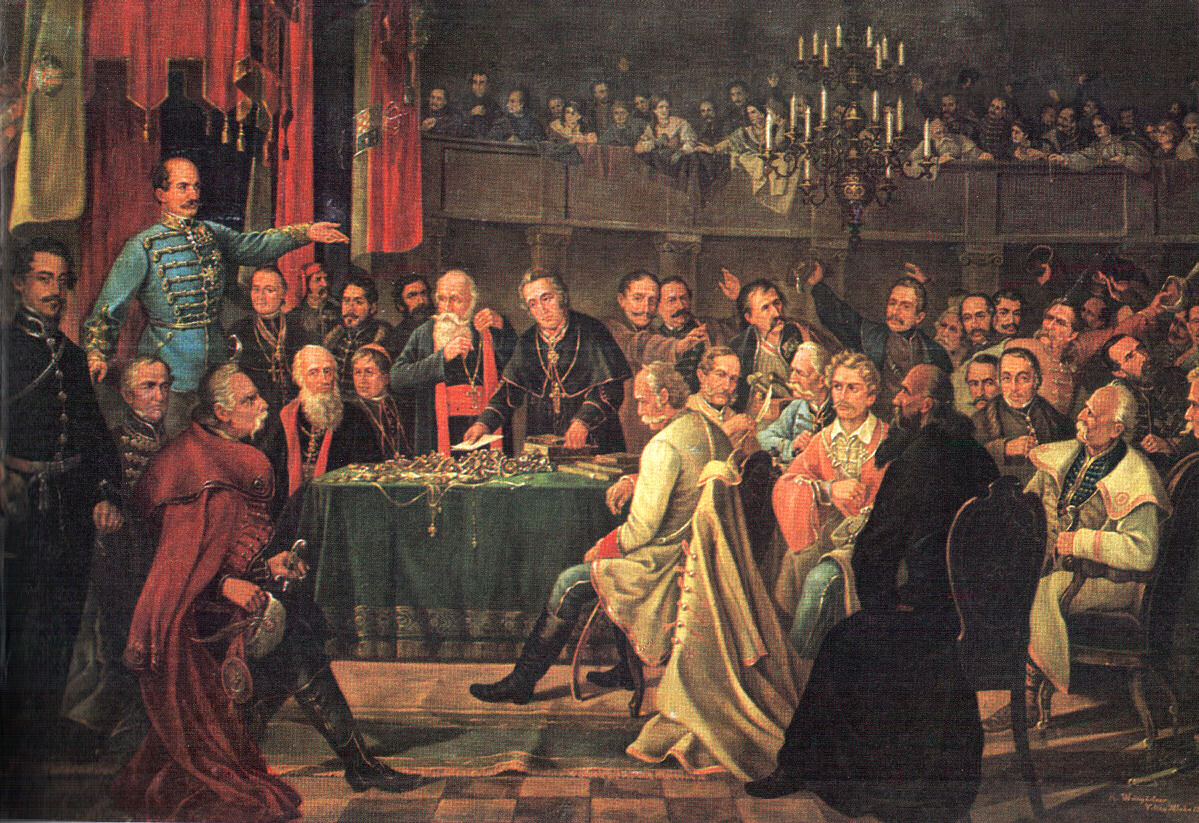
Zusammenkunft des kroatischen Parlaments 1848 unter dem Ban Josip Jelačić (Gemälde von Dragutin Weingärtner).

Der Kroatische Ban Josip Jelačić von Bužim kämpfte für die Idee eines Kaiserreiches, in dem alle Völker gleichberechtigt leben, und erklärte am 19. April 1848 die Beziehungen zu Ungarn für beendet. Er nahm 1848 an der blutigen Niederschlagung der bürgerlichen Revolution in Wien Teil und ermöglichte so den Aufstieg des Neoabsolutismus.
Nach der Niederschlagung der Wiener Revolution wurde Kroatien weiterhin als ungarisches Nebenland behandelt. Infolge des österreichisch-ungarischen Ausgleiches von 1867 folgte der ungarisch-kroatische Ausgleich, der den Kroaten in den Ländern der Heiligen Stephanskrone eine beschränkte Autonomie zugestand. Dalmatien, Istrien und die Österreichische Riviera blieben jedoch administrativ in der österreichischen Reichshälfte, obwohl die Mehrheit der Kroaten eine Wiedervereinigung wünschte.

### Im ersten Jugoslawien (1918–1941)
Während des Ersten Weltkriegs 1917 vereinbarten das Jugoslawische Komitee, das von aus Österreich-Ungarn emigrierten südslawischen Politikern gegründet wurde, und die Exilregierung des Königreiches Serbien, in der Deklaration von Korfu die Errichtung eines gemeinsamen Staates der Serben, Kroaten und Slowenen.
Nach der Niederlage der Mittelmächte erklärte der neu gebildete Nationalrat der Slowenen, Kroaten und Serben Österreich-Ungarns, dem auch der letzte kroatische Sabor seine Befugnisse übertragen hatte, am 29. Oktober 1918 in Zagreb die Loslösung der südslawischen Länder von der österreichisch-ungarischen Monarchie. Diese Länder bildeten anschließend den Staat der Slowenen, Kroaten und Serben. Dem Nationalrat gelang es jedoch nicht, eine Einigung zu erzielen, vielmehr herrschte in großen Teilen seines Territoriums praktisch Anarchie. Zudem begannen italienische Truppen mit der Besetzung von Gebieten längs der Ostküste der Adria, als Vorgriff auf die im Londoner Vertrag von 1915 von den Alliierten zugesagte Annexion großer Teile Dalmatiens. Angesichts dessen beschloss der Nationalrat im November 1918 die sofortige Vereinigung mit dem Königreich Serbien.
Aleksandar I. Karađorđević, Thronfolger und Prinzregent von Serbien, proklamierte daraufhin am 1. Dezember 1918 das Königreich der Serben, Kroaten und Slowenen (Kraljevina Srba, Hrvata i Slovenaca, abgekürzt auch SHS-Staat).

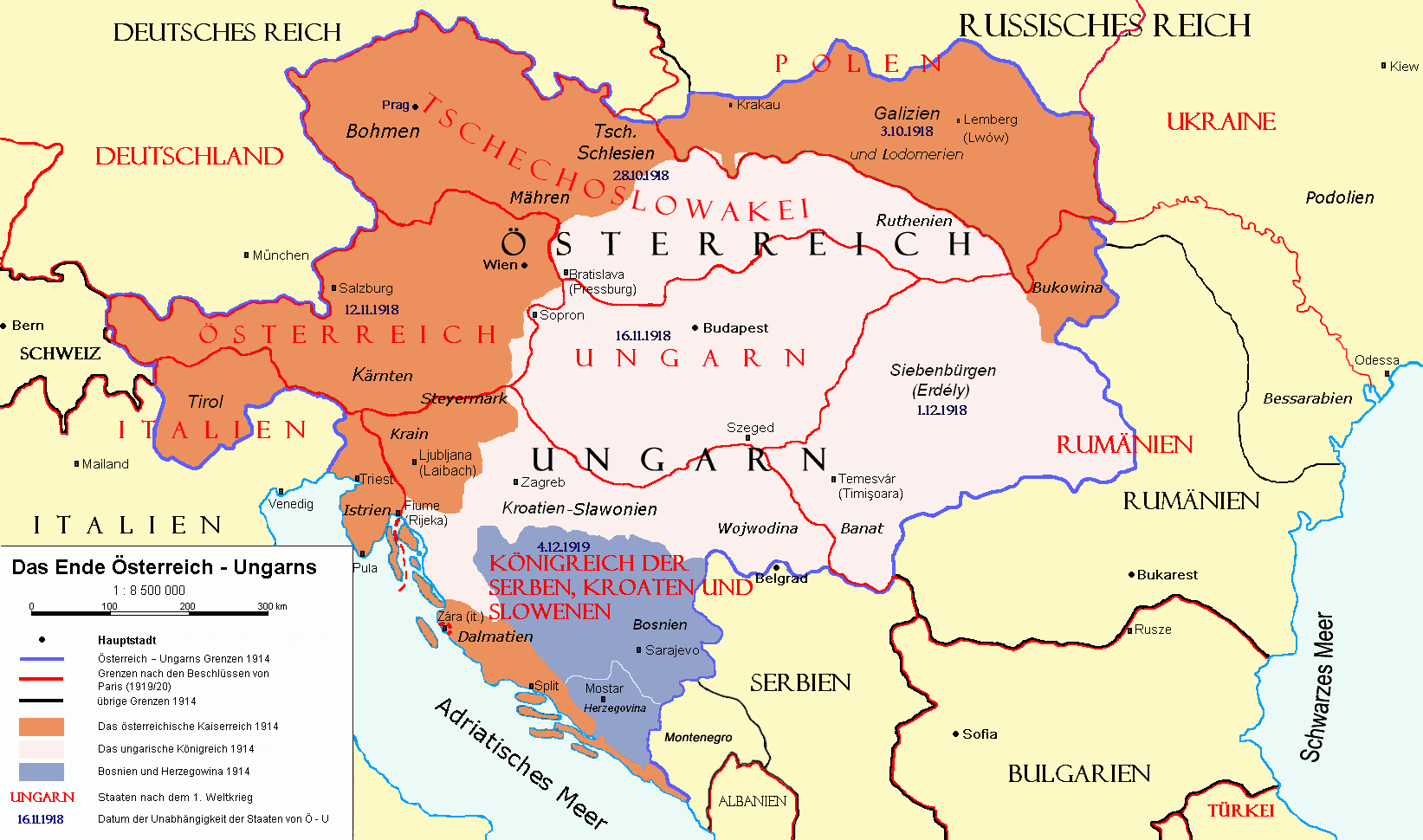
Aufteilung Österreich-Ungarns nach den Pariser Vorortverträgen (1919).

In den Friedensverhandlungen gelang es dem ersten Außenminister des neuen Staates, dem aus Dalmatien stammenden vormaligen Vorsitzenden des Südslawischen Komitees, Ante Trumbić, einen Anschluss Dalmatiens an Italien zu verhindern. Lediglich die Stadt Zadar und das ehemalige österreichische Küstenland, das auch Istrien umfasste, kamen zu Italien. Rijeka wurde zunächst zur Freistadt erklärt, dann aber von irregulären italienischen Truppen besetzt. Der Streit um die Zugehörigkeit der Stadt wurde 1924 durch einen Vertrag beigelegt, der Rijeka bei Italien beließ. Die unmittelbar östlich angrenzende Stadt Sušak wurde hingegen dem SHS-Königreich zugesprochen.
In den Wahlen zur verfassunggebenden Versammlung des Königreiches der Serben, Kroaten und Slowenen, bei denen in Kroatien erstmals das allgemeine Wahlrecht für Männer galt, gewann in Kroatien-Slawonien die 1904 gegründete Kroatische Bauernpartei unter Stjepan Radić, die vor dem Krieg nur eine geringe Rolle gespielt hatte, die absolute Mehrheit. In Dalmatien behielten zunächst bürgerliche Gruppierungen aus dem Umfeld des vormaligen Südslawischen Komitees die Mehrheit.

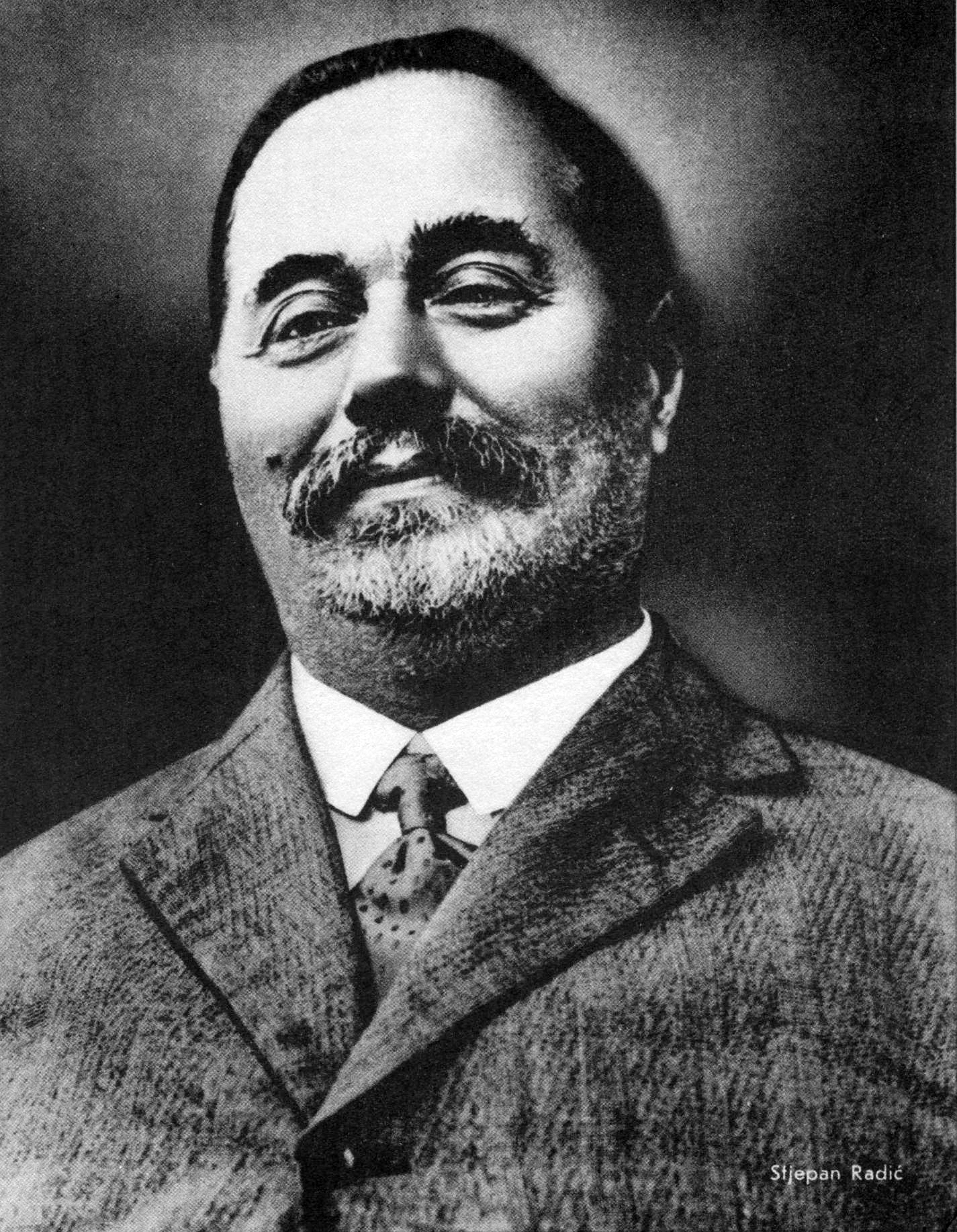
Stjepan Radić (1871–1928)

Die Kroatische Bauernpartei lehnte die Gründung des Königreiches der Serben, Kroaten und Slowenen in der Form, in der sie stattgefunden hatte, ab, und verlangte unter Berufung auf das vom US-amerikanischen Präsidenten Woodrow Wilson proklamierte Selbstbestimmungsrecht der Völker die Anerkennung eines separaten Selbstbestimmungsrechtes für Kroatien und die anderen südslawischen Völker. Zudem lehnte sie die monarchische Staatsform ab und verlangte die Gründung einer Republik.
Da im Prozedere der verfassunggebenden Versammlung ein Vetorecht der einzelnen Völker nicht vorgesehen war, und zudem die monarchische Staatsform nicht in Frage gestellt werden durfte, wurde sie von Abgeordneten der Kroatischen Bauernpartei boykottiert. Sie erarbeiteten stattdessen die Verfassung der „Bauernrepublik Kroatien“, die Teil einer zukünftigen Konföderation südslawischer Bauernrepubliken werden sollte. Die Idee blieb jedoch wegen der realen Machtverhältnisse bloß Makulatur.
Wegen des Boykotts der Kroatischen Bauernpartei und des Fehlens der Kommunistischen Partei Jugoslawiens, die kurz nach den Wahlen als „staatsfeindlich“ verboten wurde, war die verfassunggebende Versammlung geschrumpft. Sie verabschiedete 1921 mit knapper Mehrheit eine Verfassung, die eine zentralistische Staatsorganisation und die Auflösung der historischen Provinzen vorsah, was den Serben als zahlenmäßig größtem Volk de facto die Vorherrschaft sicherte.
Die Kroatische Bauernpartei verzeichnete daraufhin regen Zulauf und wurde auch in Dalmatien und bei den Kroaten Bosnien-Herzegowinas zur stärksten Partei. Nachdem sie mit einer bloßen Boykottpolitik keinen Erfolg gehabt hatte, gab sie den Boykott des Zentralparlamentes und die Ablehnung der Monarchie auf, und beteiligte sich zeitweise an der Zentralregierung. Zu einer dauerhaften Übereinkunft der unterschiedlichen politischen Kräfte über die künftige Staatsordnung des südslawischen Königreiches kam es aber nicht.
Am 20. Juni 1928 erschoss der Abgeordnete der serbischen Radikalen Volkspartei Puniša Račić in einer Parlamentssitzung vier Abgeordnete der kroatischen Bauernpartei und verletzte den Parteivorsitzenden Stjepan Radić tödlich. Daraufhin ließ König Aleksandar alle politischen Parteien verbieten und rief die Diktatur aus. Eine neue Verfassung wurde ausgerufen und das Land in Königreich Jugoslawien umbenannt. Die kroatisch-nationalistische Ustascha-Bewegung schwor Rache und rief zum bewaffneten Kampf gegen „die serbischen Unterdrücker“ auf. Im Rahmen dieses Kampfes fiel König Aleksandar I. im Oktober 1934 in Marseille einem Attentat zum Opfer.

### Satellitenstaat im Zweiten Weltkrieg

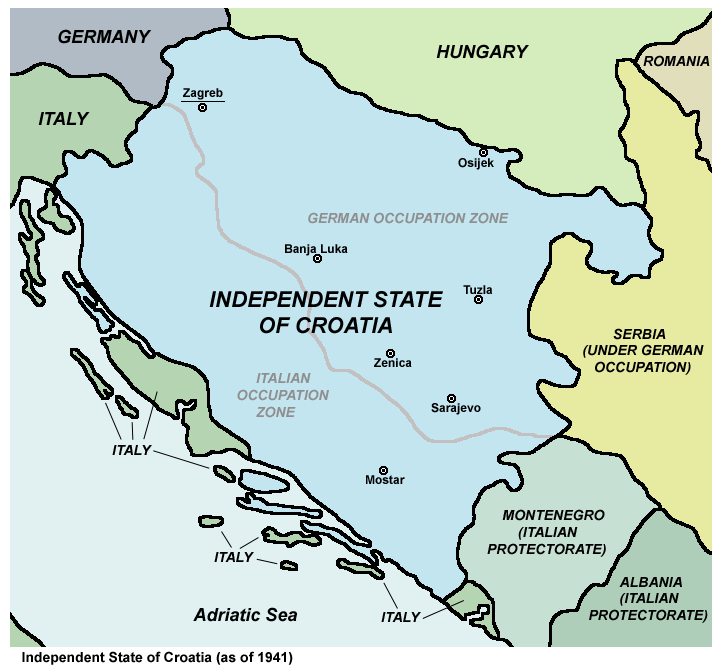
Der Unabhängige Staat Kroatien, eingeteilt in eine deutsche und italienische Besatzungszone und ohne die von Italien annektierten Küstengebiete und Inseln (1941–1943).

Nach dem Beitritt Jugoslawiens zum Dreimächtepakt kam es zu einem von Großbritannien unterstützten Putsch serbischer Offiziere gegen den serbischen Prinzregenten Paul. Obwohl die neue jugoslawische Regierung versuchte, sich mit dem Deutschen Reich zu verständigen, antwortete Deutschland am 6. April 1941 mit einem Überfall auf Jugoslawien. Binnen vier Wochen wurde die Armee des Königreichs Jugoslawien von den Achsenmächten vernichtend geschlagen, die jugoslawische Regierung kapitulierte und König Petar II. Karađorđević floh ins Exil nach Großbritannien.
Nachdem die Kroatische Bauernpartei die Kollaboration mit der deutschen Besatzungsmacht abgelehnt hatte, übergab sie die Macht in Kroatien der faschistischen Ustascha-Bewegung unter der Führung von Ante Pavelić. Die Ustascha proklamierte während des Balkanfeldzuges am 10. April 1941 den „Unabhängigen Staat Kroatien“ (Nezavisna Država Hrvatska). Dies war ein Vasallenstaat der Achsenmächte, der politisch und militärisch von Deutschland gestützt wurde, insbesondere bei den ab 1942/43 aufkommenden Kämpfen gegen die jugoslawischen Partisanen unter Führung von Josip Broz Tito und anfangs gegen die monarchistisch-jugoslawisch orientierten Tschetniks. Ab 1942 kämpften einzelne Tschetnik-Verbände in Kroatien an der Seite der Ustascha gegen die kommunistischen Partisanen und wurden dafür vom NDH-Staat finanziell unterstützt. Große Teile der dalmatinischen Küste einschließlich der Städte Split (Spalato) und Šibenik (Sebenico) mit den ihr vorgelagerten Inseln wurden an Italien abgetreten. In dieser Zeit kam es zum Völkermord an den Serben im Unabhängigen Staat Kroatien, wobei auch Juden und Roma verfolgt wurden. Eines der berüchtigtsten Konzentrationslager war das KZ Jasenovac.
1942, noch unter deutscher Besatzung, hatten die Kommunisten das aktive und passive Frauenwahlrecht anerkannt. Die volle rechtliche, wirtschaftliche und gesellschaftliche Gleichberechtigung der Geschlechter wurde erstmals in der Verfassung von 1946 garantiert. Eine abweichende Quelle nennt für die Einführung des aktiven und passiven Wahlrechts den 11. August 1945.
Das am 29. November 1943 im bosnischen Jajce als provisorische Regierung gegründete Nationalkomitee des Antifaschistischen Rates der Nationalen Befreiung Jugoslawiens (AVNOJ) erhob wegen seiner Rolle bei der Befreiung Kroatiens vom Faschismus den Führungsanspruch. In der Folge wurde 1943 der Antifaschistische Landesrat der Volksbefreiung Kroatiens (ZAVNOH) als oberstes Repräsentationsorgan Kroatiens gegründet. Die Partisanen schafften es, durch breite Unterstützung in der Bevölkerung, aber auch durch geschicktes Taktieren mit den Alliierten, ihre Macht in weiten Teilen Kroatiens und Bosnien-Herzegowinas auszubauen und zu festigen.

## Zeitgeschichte

### Im zweiten Jugoslawien (1945–1991)

Lage der Sozialistischen Republik Kroatien in Jugoslawien.

Kroatien wurde nach dem Kriegsende entsprechend den Beschlüssen der zweiten AVNOJ-Konferenz zu einer von sechs Teilrepubliken der neu gegründeten „Föderativen Volksrepublik Jugoslawien“ (Federativna Narodna Republika Jugoslavija), die ab 1963 „Sozialistische Föderative Republik Jugoslawien“ (Socijalistička Federativna Republika Jugoslavija) hieß. Ebenso wie in den anderen Teilrepubliken und „autonomen Provinzen“ wurde in Kroatien der Sozialismus eingeführt. Politische Gegner und besonders ehemalige Anhänger der Ustascha wurden in den ersten Jahren verfolgt und auch hingerichtet, woraufhin viele aus dem Land flohen und ihre Tätigkeit in der Diaspora fortsetzten. Privateigentum der Oberschicht wurde konfisziert, Unternehmen, Gebäude und Ländereien enteignet und verstaatlicht.
Die einst große deutschsprachige Minderheit im Osten des Landes, in Slawonien, der Baranja und Syrmien, wurde unter dem Vorwurf der kollektiven Kollaboration mit den faschistischen Besatzern fast vollständig enteignet und vertrieben. In ihren Häusern wurden vorwiegend Serben angesiedelt. Ebenso wurde die Mehrzahl der Italiener in Istrien und in Küstenstädten wie Rijeka, Zadar und Split vertrieben. Im Gegensatz zu den Deutschsprachigen wurden die im Lande verbliebenen Italiener jedoch als nationale Minderheit anerkannt und erhielten Minderheitenrechte, die im Rahmen der Verträge zwischen Jugoslawien und Italien zur Regelung der Triest-Frage auch international garantiert wurden.
Nach dem Bruch zwischen Tito und Stalin 1948 und besonders nach den Reformen der 1960er Jahre nahm die Entwicklung der politischen Praxis in Jugoslawien ihren eigenen Lauf. Hervorzuheben sind eine zunehmende Öffnung zum Westen hin, die Duldung privater Familienbetriebe und landwirtschaftlicher Güter bis zu einer maximalen Größe von 20 Hektar und die relative Nichteinmischung des Staates in private Angelegenheiten. Öffentlich auftretende politische Gegner mussten aber weiterhin mit Repressionen rechnen.
Durch die weitgehende Öffnung des Landes zum Westen hin konnte sich der Tourismus an der Adriaküste entfalten. Bis zum Zusammenbruch Jugoslawiens war der Tourismus eine der wichtigsten Devisenquellen, neben der Entsendungen von Gastarbeitern (kroatisch gastarbajteri). In den Großräumen Zagreb, Rijeka und Osijek konnte sich auch Industrie entwickeln, während Dalmatien, die Lika und die kroatischen Inseln in dieser Hinsicht unterentwickelt blieben und von einer massiven Landflucht gezeichnet waren. Kroatien war vor allem wegen des Tourismus und der vergleichsweise hohen Produktivität seiner Wirtschaft eine der wohlhabendsten Republiken Jugoslawiens. Die Tatsache, dass Kroatien einen großen Teil seiner Deviseneinnahmen an die Zentralregierung abführen musste und folglich notwendige Investitionen in Kroatien ausblieben, führte zu Unmut.
Ende der 1960er Jahre begann der sogenannte Kroatische Frühling (maspokret), eine Reformbewegung, die von Intellektuellen gegründet und getragen wurde und bald darauf auch die Zagreber Parteispitze erfasste. Die Vertreter des Kroatischen Frühlings forderten eine Reihe von ökonomischen, demokratischen und nationalen Maßnahmen wie die stärkere Autonomie der Republiken, die Reduzierung von Zahlungen an die Zentralregierung und ärmere Republiken und den Bau der Autobahnen Zagreb-Split und Zagreb-Rijeka.
Am Beginn des Kroatischen Frühlings stand unter anderem der Sprachenstreit um die Stellung der kroatischen Sprache in Jugoslawien. Offiziell war diese als „westliche Variante“ der serbokroatischen Sprache mit der „östlichen Variante“, dem Serbischen, gleichgestellt, de facto überwog jedoch vor allem im staatlichen Sprachgebrauch und in der Öffentlichkeit die serbische Variante, während die Verwendung spezifisch kroatischer Formen als „nationalistische Abweichung“ angesehen wurde. Als Reaktion darauf unterzeichneten zahlreiche kroatische Intellektuelle, darunter Wissenschaftler und Schriftsteller wie Miroslav Krleža, am 17. März 1967 eine „Deklaration über die Bezeichnung und Stellung der kroatischen Literatursprache“, in der sie die offizielle Anerkennung der Eigenständigkeit der kroatischen Sprache forderten.
Begünstigt durch die Liberalisierung der politischen Öffentlichkeit in Jugoslawien nach dem Sturz des Innenministers Aleksandar Ranković wurden erstmals seit der Machtübernahme der Kommunisten auch andere Themen wirtschaftlicher und politischer Art zunehmend kritisch öffentlich diskutiert. Die Führung des Bundes der Kommunisten Kroatiens unter Savka Dabčević-Kučar unterstützte die Liberalisierung und machte sich Teile der öffentlich erhobenen Forderungen zu eigen. Zwar wurde die Führungsrolle der Kommunistischen Partei nicht in Frage gestellt, doch lösten sich gesellschaftliche Organisationen wie der traditionelle Kulturverband „Matica Hrvatska“ und der von Dražen Budiša geleitete Studentenverband der Universität Zagreb vom Einfluss der Partei und begannen selbständig aufzutreten. Der Unmut in Kroatien entlud sich schließlich in Demonstrationen.
Die Parteiführung auf Bundesebene stand der Entwicklung in Kroatien zunächst abwartend gegenüber, zumal die Person Titos in der kroatischen Öffentlichkeit nicht direkt kritisiert wurde, vielmehr wurde um Titos Unterstützung geworben. Von den Kreisen der jugoslawischen Armee und des jugoslawischen Geheimdienstes wurde jedoch zunehmend ein Eingreifen gegen die angeblich die Einheit Jugoslawiens bedrohende Entwicklung in Kroatien gefordert. Schließlich zwang Tito am 29. November 1971 die gesamte Führung des Bundes der Kommunisten Kroatiens zum Rücktritt. Sie wurde durch eine neue linientreue Parteiführung ersetzt, die der politischen Liberalisierung sofort ein Ende setzte. Bis Mitte 1972 wurden in diesem Zusammenhang 550 Personen festgenommen und insgesamt 2000 Menschen verurteilt.
Die Forderung nach einer größeren wirtschaftlichen Selbständigkeit der Teilrepubliken Jugoslawiens wurde durch die neue Verfassung von 1974 teilweise erfüllt, eine politische Liberalisierung hingegen bis in die zweite Hälfte der 1980er Jahre nicht zugelassen. In der tiefen politischen und wirtschaftlichen Krise, in der sich Jugoslawien in den späten 1980er Jahren befand, wuchs ein immer stärkerer Gegensatz zwischen zentralistischen und großserbischen Tendenzen einerseits und dem wiedererwachenden kroatischen Nationalbewusstsein andererseits. Mit dem Tod Titos 1980 war zudem ein wichtiger Stabilisierungsfaktor weggefallen.
Mit dem Ende der sozialistischen Ära in Europa forderten ab 1990 Slowenien und Kroatien verstärkt den Umbau Jugoslawiens zu einer Konföderation und die Umorientierung zur parlamentarischen Demokratie und Marktwirtschaft. Der Präsident der Teilrepublik Serbien Slobodan Milošević setzte sich für einen zentralisierten jugoslawischen Gesamtstaat ein und agitierte gegen Albaner, Kroaten und Slowenen, um ihre Unabhängigkeitsbestrebungen zu verhindern.

### Krieg und Unabhängigkeit

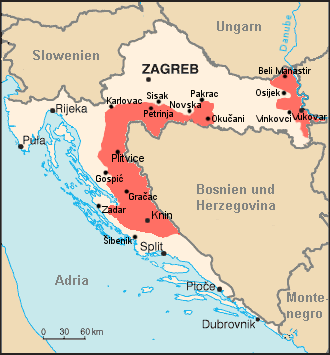
Von Serben besetzte Gebiete Kroatiens vor der Militäroperation Oluja im Januar 1995.

Im Mai 1990 wurden die ersten Wahlen in Kroatien abgehalten. Die von Franjo Tuđman geführte Kroatische Demokratische Gemeinschaft (HDZ) ging dabei als Wahlsieger hervor. Die HDZ trat für ein von Jugoslawien unabhängiges Kroatien ein, was bei der serbischen Minderheit in Kroatien und bei der jugoslawischen Zentralregierung in Belgrad auf Ablehnung stieß.
Mitte August 1990 wurden während der so genannten Baumstammrevolution Straßen an den Grenzen der von Serben beanspruchten Gebiete blockiert, um den Verkehr von und zu den Fremdenverkehrsgebieten an der Küste zu sperren. Ein Ende August in der Gegend von Knin organisiertes Referendum führte am 2. September 1990 zur Ausrufung der „Autonomen Region Serbische Krajina“. Ein Eingreifen der kroatischen Polizei wurde von der Jugoslawischen Volksarmee (JNA) verhindert. Gleichzeitig begann die Vertreibung nichtserbischer Bewohner aus diesen Gebieten.
Die kroatische Regierung erklärte am 25. Juni 1991 die Unabhängigkeit Kroatiens, woraufhin die Jugoslawische Volksarmee serbische Paramilitärs mit Waffen und militärischer Ausrüstung versorgte. Mehrere kroatische Städte wie Vukovar, Osijek, Karlovac, Split, Zadar, Šibenik und Dubrovnik wurden massiv von der JNA angegriffen.
Am 7. Oktober 1991 feuerte ein Kampfflugzeug der JNA eine Luft-Boden-Rakete in das Zagreber Regierungsgebäude, in dem sich Präsident Tuđman und weitere Regierungsmitglieder befanden. Bei diesem Angriff wurde niemand ernsthaft verletzt. Am folgenden Tag brach das kroatische Parlament (Sabor) sämtliche staatsrechtlichen Verbindungen mit der SFRJ ab.
Es folgten Massenvertreibungen von Kroaten und anderen Bevölkerungsgruppen sowie auch von Serben aus dem Grenzgebiet zu Bosnien-Herzegowina. Vielerorts wurde die Bevölkerung von der JNA, die größtenteils aus serbischen und montenegrinischen Soldaten bestand, der kroatischen Armee sowie von Freischärlern aus Serbien im Rahmen „ethnischer Säuberungen“ vertrieben. Die Zahl der Vertriebenen wurde auf über 170.000 geschätzt. Mit Angriffen auf Osijek und Dubrovnik belagerte und bombardierte die JNA Städte, die von einer kleinen serbischen Minderheit bewohnt wurden. In der Grenzstadt Vukovar kam es zur Schlacht um Vukovar, wobei der größte Teil der Stadt verwüstet wurde und der Großteil der Bevölkerung fliehen musste. Die Stadt wurde im November 1991 von serbischen Truppen erobert.
Am 19. Dezember 1991 wurde in den von Serben kontrollierten Gebieten der Krajina die Republika Srpska Krajina ausgerufen, die völkerrechtlich nicht anerkannt wurde. Ihr schlossen sich die serbisch kontrollierten Gebiete im Osten Slawoniens und in der Baranja an.
Am 23. Dezember 1991 erklärte die Bundesrepublik Deutschland, vertreten durch Außenminister Hans-Dietrich Genscher, als erster Staat im Alleingang die Anerkennung der staatlichen Unabhängigkeit Kroatiens und Sloweniens. Österreich folgte, und bis Ende Januar 1992 die Mehrheit der internationalen Staatengemeinschaft, welche sich zuvor noch abwartend verhalten hatte.
Unter Vermittlung der Vereinten Nationen kamen mehrere Waffenstillstände zustande, sie wurden von den kriegführenden Parteien wiederholt gebrochen. Die jugoslawische Bundesarmee verlegte schrittweise ihr Waffenarsenal von Kroatien nach Bosnien-Herzegowina, wo der nächste Krieg ausbrach.
Von 1992 bis 1993 suchten etwa 700.000 Bosniaken und bosnische Kroaten in Kroatien Schutz und Zuflucht vor dem Krieg in Bosnien, was einem Bevölkerungszuwachs von über 15 % entspricht.

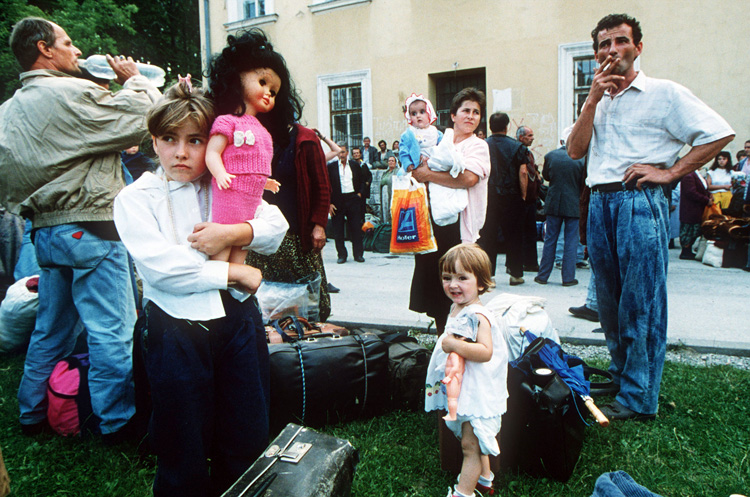
Bosnische Flüchtlinge in Travnik

Anfang 1995 wurde der Z4-Plan, ein Vorschlag über eine friedliche Wiedereingliederung der Republika Srpska Krajina in den kroatischen Staat unter Garantien weit reichender Autonomie nahe der Souveränität, vorgelegt. Dies wurde von den Krajina-Serben abgelehnt und stattdessen eine Vereinigung mit der Republika Srpska und Serbien angestrebt. In der Folge wuchs die Bereitschaft westlicher Staaten, die kroatische Seite bei der Rückeroberung ihres Staatsgebietes zu unterstützen. Im Mai 1995 startete die Militäroperation Blitz, mit der ein serbisch kontrollierter Teil Westslawoniens zurückgewonnen wurde. Als Vergeltung befahl der damalige Präsident der Republika Srpska Krajina, Milan Martić, Raketenangriffe mit Streubomben gegen Zagreb (Raketenbeschuss auf Zagreb), Sisak und Karlovac, wobei sieben Zivilisten getötet und 176 verwundet wurden.
Nach Bekanntwerden des Völkermordes in Srebrenica eroberte die kroatische Armee in der Operation Sommer '95 Ende Juli 1995 weitere Gebiete in Südbosnien und hatte damit den südlichen Teil der unter serbischen Herrschaft stehenden Krajina von drei Seiten umzingelt. Daraufhin erklärte bei den Verhandlungen über den Z4-Plan in Genf am 3. August der Ministerpräsident der Serbischen Republik Krajina, Milan Babić gegenüber Peter W. Galbraith, dem US-Botschafter in Kroatien, dass er den Z4-Plan annehmen würde. Diese Erklärung wurde von Kroatien nicht akzeptiert, da Milan Martić sich geweigert hatte, den Plan überhaupt entgegenzunehmen.
Am 4. August 1995 begann die Militäroperation Sturm, die innerhalb weniger Tage nahezu die gesamte Republik Serbische Krajina unter Kontrolle des kroatischen Staates brachte. Dies führte zu einer Massenflucht der serbischen Bevölkerung. Mehr als 200.000 Serben flohen kurz vor, während und nach der Militäroperation. Unter den Flüchtenden befanden sich auch 35.000 bis 45.000 Kämpfer der Armee der Republik Srpska Krajina. Der aus Kroatien stammende Belgrader Militärexperte Aleksandar Radic geht davon aus, dass sich die kroatische Seite mit Belgrad über einen Rückzug ohne langwierige serbische Gegenwehr verständigt habe. Belgrad hatte kurz vorher einen entsprechend instruierten Befehlshaber in der Krajina eingesetzt. Milošević, der eigentliche Lenker der kroatischen Serben, habe diese geopfert, weil er sich auf Bosnien konzentrieren musste. Im September wurden in der Militäroperation Maestral die Serben in Bosnien-Herzegowina weit zurückgedrängt.
Im Abkommen von Erdut am 12. November 1995 vereinbarten die Regierungen Kroatiens und eine serbische Delegation die friedliche Reintegration des verbliebenen Teiles von Kroatien im Osten. Wenige Tage später folgte das Abkommen von Dayton.
Am 6. November 1996 wurde Kroatien Mitglied des Europarates. In den Jahren 1996 und 1997 erholte sich die wirtschaftliche Lage des Landes deutlich.
Die im Abkommen von Erdut bezeichneten Gebiete Ostslawoniens, der Baranja und Westsyrmiens standen zunächst unter die Verwaltung der UNTAES und wurde am 15. Januar 1998 formell in Kroatien eingegliedert.
Präsident Tuđman starb am 11. Dezember 1999. Bei den darauf folgenden Parlamentswahlen am 3. Januar 2000 kam es zum ersten Regierungswechsel in zehn Jahren. Eine breite Koalition aus sechs Parteien unter Führung der SDP übernahm die Regierung. Stjepan Mesić wurde zum Präsidenten, Ivica Račan zum Ministerpräsidenten gewählt.
Seit dem 30. November 2000 ist Kroatien Mitglied der WTO, seit dem Oktober 2003 hat es den Status eines EU-Beitrittskandidaten.

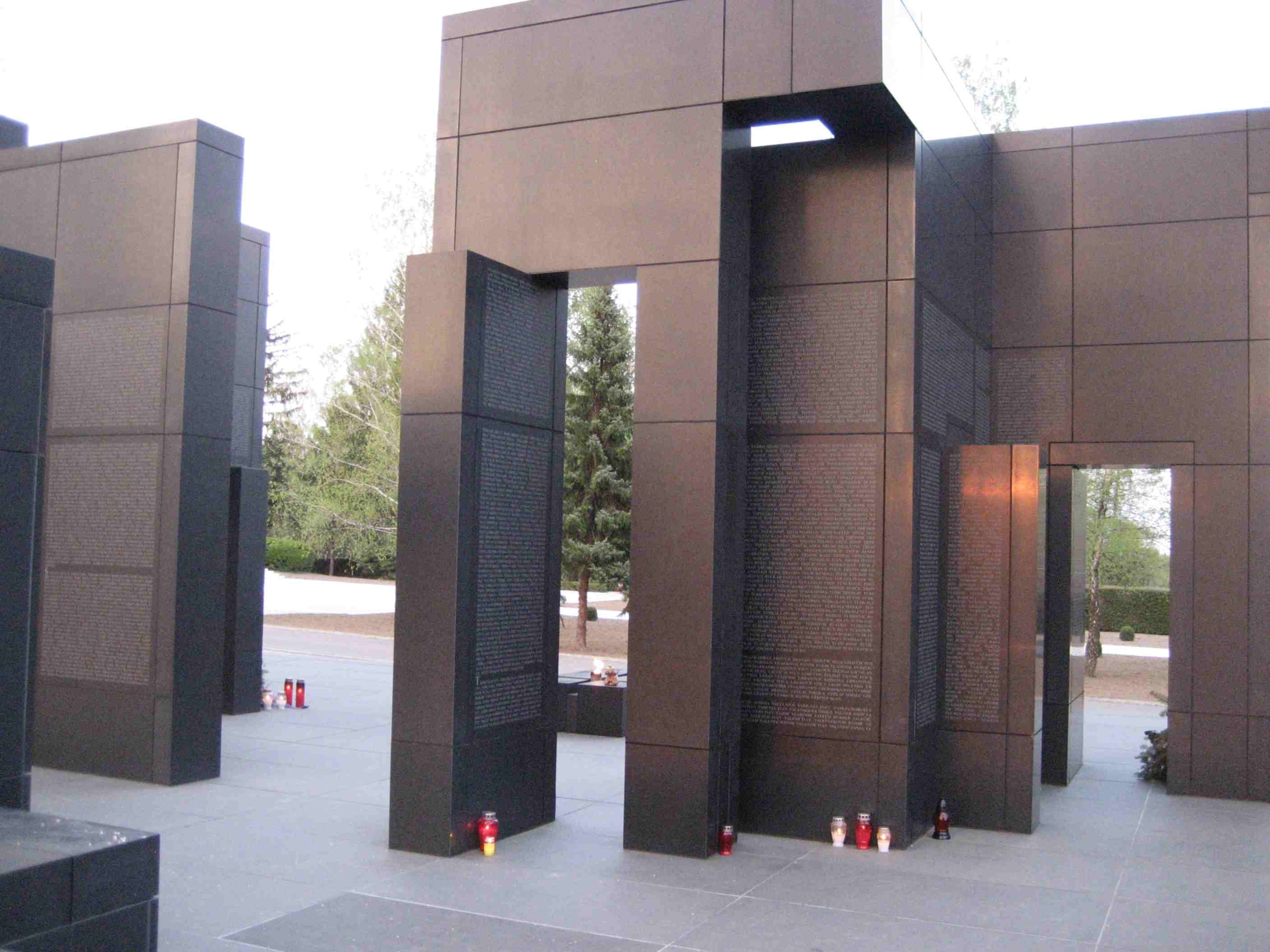
Mahnmal für die Opfer des Kroatienkrieges (1991–1995) in Zagreb.

Bei den Wahlen im November 2003 wurde die HDZ wieder stärkste Partei. Sie bildete im Dezember eine Minderheitsregierung mit Unterstützung durch die Pensionistenpartei HSU und weiterer Kleinparteien sowie die meisten Vertreter der nationalen Minderheiten. Neuer Ministerpräsident wurde Ivo Sanader. Kroatien verfolgt nun eine aktive Kampagne zur Rückkehr der serbischen Flüchtlinge.
Am 3. Oktober 2005 wurden Beitrittsverhandlungen über die EU-Vollmitgliedschaft Kroatiens aufgenommen. Kroatien wurde von Seiten des Internationalen Strafgerichtshofs (Internationaler Strafgerichtshof für das ehemalige Jugoslawien) „vollständige Zusammenarbeit“ bei der Aufspürung des flüchtigen Generals Ante Gotovina bescheinigt, was auch ein von der EU gefordertes Kriterium für den Beginn von Beitrittsverhandlungen war. In der Vergangenheit war es wegen Frage der Auslieferung zu einer Verschiebung der Beitrittsverhandlungen gekommen. Am 7. Dezember 2005 konnte Gotovina auf der spanischen Insel Teneriffa festgenommen und dem Den Haager Strafgerichtshof überstellt werden. Dort wurde er am 16. November 2012 im Berufungsverfahren freigesprochen.
Kroatien wollte eigentlich bereits bis zu den Europawahl 2009 Mitglied in der Union werden. Beim EU-Gipfel am 8. Dezember 2011 in Brüssel wurde der 1. Juli 2013 als Beitrittsdatum für das Land festgelegt.
Kroatien war und ist ein Transitland für Migranten, die auf einer der Balkanrouten nach Österreich, Deutschland oder in ein anderes westeuropäisches Land gelangen wollen (→ Flüchtlingskrise in Europa seit 2015). Kroatien gehört seit dem 1. Januar 2023 zum Schengenraum; die Landgrenze zum Nachbarstaat Slowenien ist 670 km lang. Ungarn hat an seiner 329 km langen Grenze zu Kroatien einen Grenzzaun errichtet.
Die COVID-19-Pandemie traf Kroatien im Winter 2020/21, im Frühjahr 2021 (Beta-Variante), im Herbst 2021 (Omikron-Variante) und – noch stärker – im März und April 2022 (möglicherweise – wie in Portugal – Variante BA.5. Statistik hier).
Seit März 2022 ist Kroatien (wie viele andere Länder auch) von negativen Auswirkungen des russischen Überfalls auf die Ukraine 2022 (hohe Preise für Energie und Lebensmittel) betroffen.
Am 17. Juni 2022 beschloss der EU-Finanzministerrat, dass Kroatien zum 1. Januar 2023 auf den Euro umsteigen kann.